# Estación de Tossal del Rei
Tossal del Rei es una estación de la línea 6 de Metrovalencia que se encuentra en el barrio de Torrefiel de Valencia. Fue inaugurada el 27 de septiembre de 2007. Está situada en la calle del Conde de Lumiares, junto a la plaza que le da nombre, donde se levantan los dos andenes a ambos lados de las vías del tranvía.